# Ribeira Grande de Santiago
Ribeira Grande de Santiago is een van de 22 gemeentes van Kaapverdië. Het ligt in het zuiden van het eiland Santiago. De hoofdplaats van de gemeente is de stad Cidade Velha.

## Politiek
Kaapverdië wordt op gemeentelijk niveau, net als op landelijk niveau, beheerst door twee partijen: aan de linkerzijde de PAICV en aan de rechterzijde de MpD.
De Gemeentelijke Vergadering (in het Portugees: Assembleia Municipal) van de gemeente Ribeira Grande de Santiago bestaat uit dertien leden.

### Uitslagen van de gemeenteraadsverkiezingen
Elke vier jaar vinden op dezelfde dag de verkiezingen plaats voor de Gemeentelijke Vergadering en voor het Gemeentebestuur.

#### Gemeentelijke Vergadering
|       | 2008 % | 2008 zetels | 2012 % | 2012 zetels |
| ----- | ------ | ----------- | ------ | ----------- |
| PAICV | 45.6   | -           | 45.0   | 6           |
| MpD   | 50.8   | -           | 52.7   | 7           |

#### Gemeentebestuur
|       | 2008 % | 2008 zetels | 2012 % | 2012 zetels |
| ----- | ------ | ----------- | ------ | ----------- |
| PAICV | 47,6   | 0           | 34.3   | 0           |
| MpD   | 49,0   | 9           | 61.6   | 9           |